# Wolfgang Pohrt
Wolfgang Pohrt (* 5. Mai 1945 in Dommitzsch; † 21. Dezember 2018 in Stuttgart) war ein deutscher Sozialwissenschaftler und politischer Publizist.

## Leben
Pohrts Mutter Roswitha (geb. Bong) stammte aus Riga. Seinen Nachnamen hat Wolfgang Pohrt von deren erstem Ehemann Gert Uno Pohrt, mit dem sie von 1931 bis 1942 verheiratet gewesen war und dessen Namen sie nach der Scheidung behielt. Seinen leiblichen Vater, den Schauspielleiter Georg Schwarz aus Dessau, lernte Pohrt nie kennen, die Mutter trennte sich von ihm während der Schwangerschaft. Schwarz lehnte die Vaterschaft ab. Nach mehreren Stationen zog die Mutter mit Wolfgang und seiner älteren Schwester 1950 nach Bad Krozingen, wo er von 1952 bis 1956 die Volksschule besuchte. Dann wechselte er an das Progymnasium in Staufen und von dort 1962 an das Rotteck-Gymnasium Freiburg. Wenige Monate vor dem Abitur verließ er die Schule und reiste im August 1964 mit seiner Jugendfreundin Maria (die er 1969 heiratete) nach Belgrad. Im September zog er dann nach West-Berlin um. Dort arbeitete er anfangs als Hilfsschlosser bei Siemens und dann als Lebensmittelverkäufer, gleichzeitig besuchte er das Abendgymnasium, das er am 21. Mai 1965 mit der Reifeprüfung für Schulfremde abschloss. Daraufhin schrieb er sich an der Freien Universität Berlin als Student mit dem Hauptfach Soziologie und den Nebenfächern Psychologie, Politikwissenschaft, Volkswirtschaftslehre und Germanistik ein. 1967 wechselte er an die Universität in Frankfurt am Main. 1972 wurde er dort als Diplom-Soziologe examiniert.
1976 erschien in der Frankfurter Syndikat Autoren- und Verlagsgesellschaft seine Dissertation Theorie des Gebrauchswerts oder über die Vergänglichkeit der historischen Voraussetzungen, unter denen allein das Kapital Gebrauchswert setzt, mit der er an der Universität Bremen zum Dr. phil. promoviert worden war. Von 1974 bis 1980 war er Assistent am Lehrstuhl für Soziologie an der Hochschule Lüneburg.
Von 1980 bis 1987 arbeitete Wolfgang Pohrt als freier Publizist. In dieser Zeit entstanden zahlreiche Beiträge für Rundfunksender (DLF, WDR, SFB, SWF, NDR) sowie Zeitungen und Zeitschriften (die tageszeitung, konkret, Frankfurter Rundschau, Die Zeit, Der Spiegel, Kursbuch, Die Wochenzeitung/Zürich, Express/Wien, Telos/St. Louis, International Herald Tribune/Paris).
1988 bis 1990 war Pohrt nach Eigenaussage „bei einem kleinen gewerblichen Institut … Universaltalent für Berichteschreiben, Datenauswertung, Fragebogenkonstruktion und vieles mehr“; dazu gehörten u. a. Umfragen in Großsiedlungen, bei Jugendlichen, Kindern und Ausländern.
Anschließend führte er von 1990 bis 1994 im Auftrag der Hamburger Stiftung zur Förderung von Wissenschaft und Kultur (1984 von Jan Philipp Reemtsma gegründet) als „gesellschaftstheoretisierender Privatier“ (Pohrt) ein Forschungsprojekt mit dem Titel Massenbewusstsein in der Umbruchsphase durch; methodisches Vorbild war The Authoritarian Personality von Theodor W. Adorno u. a. Die Ergebnisse dieser Forschungsbemühungen erschienen in drei Bänden: Der Weg zur inneren Einheit. Elemente des Massenbewußtseins BRD 1990 (Konkret Literatur Verlag 1991); Das Jahr danach. Ein Bericht über die Vorkriegszeit (Edition Tiamat 1992); Harte Zeiten. Neues vom Dauerzustand (Edition Tiamat 1994).
Von 1994 bis 1995 folgten Projektarbeit und Begleitforschungsorganisation (Multimedia, E-Commerce, Video-on-Demand) bei der Akademie für Technikfolgenabschätzung, Stuttgart. Von 1995 bis 1996 war er erneut bei der Hamburger Stiftung zur Förderung von Wissenschaft und Kultur tätig; diesmal mit Forschungen zur Bandenbildung. Von 1998 bis 2000 war Pohrt innerhalb eines Projekts mit Umfragen unter Jugendhausbesuchern und Stichprobenerhebungen in einem größeren Stadtgebiet befasst.
Von 2000 bis 2002 betreute er an der Fachhochschule Ludwigsburg, einer Hochschule für öffentliche Verwaltung und Finanzen, Projekte zu Wissensmanagement, Content-Management und Unternehmenskultur. Zugleich hatte er einen Lehrauftrag an der Hochschule der Medien Stuttgart und beschäftigte sich mit Wissensmanagement in der öffentlichen Verwaltung. Ab Anfang 2004 war Pohrt Betreiber der Ich-AG „Sozialwissenschaftlicher Service Dr. Wolfgang Pohrt“, die Umfragen, Evaluationen und dergleichen anbot. Diese Ich-AG wurde nach einiger Zeit wieder aufgelöst.
Pohrt starb im Dezember 2018 im Alter von 73 Jahren an den Folgen eines Schlaganfalls, auf Grund dessen er sich 2014 ganz aus der Öffentlichkeit zurückgezogen hatte. Bereits seit dem Tod seiner Frau 2004 war er außer mit Büchern kaum noch öffentlich in Erscheinung getreten.
Der kleine Berliner Verlag Edition Tiamat, bei dem Pohrt seit 1984 fast alle seine Bücher publizierte, ersuchte seit Mai 2019 um Subskriptionen für eine elfbändige Pohrt-Werkausgabe mit halbjährlicher Erscheinungsweise. Im Januar 2023 erschien der Brief-Band, der die übrigen zehn Bücher mit Pohrts Werken ergänzt, damit wurden die vergriffenen Titel wieder zugänglich gemacht.

## Beteiligung an Kontroversen
Wolfgang Pohrt sah in den 1980er- und frühen 1990er-Jahren antisemitische und antiamerikanische Tendenzen in der deutschen Linken, was ein zentrales Motiv seiner Schriften in dieser Zeit war. Bereits mit dem Artikel Ein Volk, ein Reich, ein Frieden, der in der Zeit vom 30. Oktober 1981 erschien, warf er der Friedensbewegung Antiamerikanismus vor und bezeichnete sie polemisch als „deutschnationale Erweckungsbewegung“. Er zitierte in diesem Beitrag Beispiele für die Weiterverwendung antiamerikanischer, antikapitalistischer und antisemitischer nationalsozialistischer Sprach- und Argumentationsmuster durch Teile der Friedensbewegung.
Eine Anthologie über das Verhältnis der deutschen Linken zum Antisemitismus regte Pohrt an, als Alice Schwarzer den Journalisten Henryk M. Broder als „militanten Juden“ bezeichnete und den Mitarbeitern der Emma jeglichen Umgang mit Broder verbot. Die von Pohrt geplante Anthologie kam jedoch nicht zustande.
Kontroversen löste Pohrts Haltung zum Zweiten Golfkrieg 1991 aus. Damals plädierte er in einem Artikel der Zeitschrift konkret (3/91) dafür, dass Israel irakische Giftgasattacken gegebenenfalls mit der Atombombe beantworten solle.
Für erneute Kontroversen sorgte sein Auftritt am 30. September 2003, im Vorfeld des 13. Jahrestages der Deutschen Wiedervereinigung, auf einer Podiumsdiskussion zusammen mit Henryk M. Broder, zu der das Berliner Bündnis gegen Antisemitismus und Antizionismus geladen hatte. Dort vertrat Pohrt die Ansicht, dass die Gefahren von Fremdenfeindlichkeit und Antisemitismus in Deutschland „von allen Medienkonzernen und überhaupt allen einflussreichen Gruppen“ aufgebauscht würden, „mit dem Zweck, später unbehelligt die sogenannte Agenda 2010 durchziehen zu können, ein Programm zur Verelendung der Armen“. Sein Resümee in dieser Frage lautete: „Menschen brauchen soziale Kontrolle, und für die Ausländer in Deutschland gibt es davon derzeit zu wenig.“ Auch die Renaissance eines aggressiven deutschen Nationalstaates wurde von Pohrt bestritten: Die Deutschen wären dazu gar nicht in der Lage, da sie sich aufgrund ihrer Altersstruktur vielmehr um Rente und Zahnersatz kümmern müssten. Infolge der Diskussion seines Berliner Auftritts entstand Pohrts Buch FAQ, in dem er sich – zwischenzeitlich von Robert Kurz als „antideutscher Turnvater“ bezeichnet – von den Antideutschen distanziert. Nicht mehr Rassismus und Antisemitismus seien mittlerweile Konsens, sondern deren Kritik. Die staatliche Förderung dieser Kritik diene dazu, die soziale Frage zu verschleiern.

## Schriften

### Eigenständige Schriften
- Theorie des Gebrauchswerts. Über die Vergänglichkeit der historischen Voraussetzungen, unter denen allein das Kapital Gebrauchswert setzt. Syndikat, Frankfurt a. M. 1976, erweiterte Ausgabe: Edition Tiamat, Berlin 1995.[11][12]
- Ausverkauf. Von der Endlösung zu ihrer Alternative, Pamphlete u. Essays. Rotbuch, Berlin 1980.[13]
- Endstation. Über die Wiedergeburt der Nation, Pamphlete und Essays. Rotbuch, Berlin 1982.
- Kreisverkehr, Wendepunkt. Über die Wechseljahre der Nation und die Linke im Widerstreit der Gefühle, Pamphlete und Glossen. Edition Tiamat, Berlin 1984.
- Stammesbewusstsein, Kulturnation. Pamphlete, Essays, Feuilleton. Edition Tiamat, Berlin 1984.
- Zeitgeist, Geisterzeit, Kommentare & Essays. Edition Tiamat, Berlin 1986.
- Ein Hauch von Nerz. Kommentare zur chronischen Krise. Edition Tiamat, Berlin 1989
- Der Geheimagent der Unzufriedenheit. Balzac. Rückblick auf die Moderne. Edition Tiamat, Berlin 1984, erweiterte Ausgabe 1990, 3. Auflage 2012
- Der Weg zur inneren Einheit. Elemente des Massenbewußtseins BRD 1990. Konkret-Literatur-Verlag, Hamburg 1991.
- Das Jahr danach. Ein Bericht über die Vorkriegszeit. Edition Tiamat, Berlin 1992.
- Harte Zeiten. Neues vom Dauerzustand. Edition Tiamat, Berlin 1994.
- Brothers in Crime. Die Menschen im Zeitalter ihrer Überflüssigkeit. Über die Herkunft von Gruppen, Cliquen, Banden, Rackets, Gangs. Edition Tiamat, Berlin 1997, 2. Auflage Berlin 2000.[14]

- FAQ. Edition Tiamat, Berlin 2004.
- Gewalt und Politik. Ausgewählte Reden & Schriften. Edition Tiamat, Berlin 2010.
- Kapitalismus Forever. Über Krise, Krieg, Revolution, Evolution, Christentum und Islam. Edition Tiamat, Berlin 2012.
- Das allerletzte Gefecht. Über den universellen Kapitalismus, den Kommunismus als Episode und die Menschheit als Amöbe. Edition Tiamat, Berlin 2013.
- Die Vertreibung aus dem Paradies – ein Jahr danach. Hochroth, Wien 2013.

### Werkausgabe
- Band 1: Theorie des Gebrauchswerts, Seminarpapiere & Texte (1969–1980), Berlin 2019, ISBN 978-3-89320-246-1.
- Band 2: Ausverkauf & Endstation & Texte (1977–1982), Berlin 2019, ISBN 978-3-89320-245-4.
- Band 3: Honoré de Balzac – Der Geheimagent der Unzufriedenheit (1981), Berlin 2018, ISBN 978-3-89320-232-4.
- Band 4: Kreisverkehr, Wendepunkt & Stammesbewußtsein, Kulturnation & Texte (1982–1984), Berlin 2018, ISBN 978-3-89320-240-9.
- Band 5.1: Zeitgeist, Geisterzeit – Texte (1985–1986), Berlin 2018, ISBN 978-3-89320-236-2.
- Band 5.2: Ein Hauch von Nerz – Texte (1987–1989), Berlin 2018, ISBN 978-3-89320-239-3.
- Band 6: Der Weg zur inneren Einheit. Elemente des Massenbewusstseins BRD 1990, Berlin 2020, ISBN 978-3-89320-260-7.
- Band 7: Das Jahr danach & Texte 1990–1992, Berlin 2020, ISBN 978-3-89320-255-3.
- Band 8.1: Harte Zeiten. Texte 1992–1997, Berlin 2020, ISBN 978-3-89320-264-5.
- Band 8.2: Brothers in Crime. Die Menschen im Zeitalter ihrer Überflüssigkeit, Berlin 2021, ISBN 978-3-89320-268-3.
- Band 9: FAQ. Frequently Asked. Questions 2004, Berlin 2021, ISBN 978-3-89320-276-8.
- Band 10: Kapitalismus Forever & Das allerletzte Gefecht & Texte und Interviews (2011–2016), Berlin 2018, ISBN 978-3-89320-231-7.
- Band 11: Briefe & Mails 1976–2016, Berlin 2023, ISBN 978-3-89320-297-3.

### Reader
- Wahn, Ideologie und Realitätsverlust. Metamorphosen des deutschen Massenbewusstseins. Ein Reader, Edition Tiamat, Berlin 2025, ISBN 978-3-89320-326-0.

### Mitarbeit & Herausgeberschaft
- Wolfgang Pohrt (Hrsg.): Wissenschaftspolitik – von wem, für wen, wie. Prioritäten in der Forschungsplanung. Hanser, München 1974.
- Klaus Bittermann (Hrsg.): Gemeinsam sind wir unausstehlich. Die Wiedervereinigung und ihre Folgen. Edition Tiamat, Berlin 1990.
- Die alte Strassenverkehrsordnung. Dokumente d. RAF. Mit Beitr. von W. Pohrt, K. Hartung, G. Goettle, J. Bruhn, K. H. Roth, K. Bittermann. Edition Tiamat, Berlin 1986.